# 新海云台站
新海雲臺站（：／ Sinhaeundae yeok */?）是广域电铁东海线沿線的一座鐵路車站，位于韓國釜山廣域市海雲臺區佐洞。本站有ITX-新村和無窮花號列車停靠。

## 車站結構
站體為2面4線雙島式月台的半地下車站。

### 月台配置
| ↑ Centum（一般列車）／↑ BEXCO（廣域電鐵） |
| １２ \| ３４ \|                           |
| 機張（一般列車） ↓／松亭（廣域電鐵） ↓    |

| 月台 | 路線   | 類別               | 目的地                                                             |
| ---- | ------ | ------------------ | ------------------------------------------------------------------ |
| 1    | 東海線 | ITX-新村、無窮花號 | 釜田、龜浦、晉州、順天、密陽、東大邱、大田、天安、水原、首爾方向   |
| 2    | 東海線 | ●广域电铁东海线    | BEXCO、教大、巨堤、釜田方向                                        |
| 3    | 東海線 | ●广域电铁东海线    | 松亭、機張、日光、德下、太和江方向                                 |
| 4    | 東海線 | ITX-新村、無窮花號 | 浦項、慶州、太和江、江陵、榮州、原州、砥平、楊平、德沼、清涼里方向 |

## 歷史
- 1934年7月16日：海雲臺站（해운대역）落成啟用。
- 1987年11月4日：新站竣工。
- 2013年12月2日：車站迁至现址。
- 2016年12月30日：東海南部線鐵路複線电气化工程完工，編入東海本線并更名为新海雲臺站，广域电铁东海线開始運行[1][2]。
- 2017年12月18日：英文站名由变更为[3]。

## 車站周邊
- 韓國國軍醫務司令部（朝鲜语：국군의무사령부）國軍釜山醫院（朝鲜语：국군부산병원）
- 韓國陸軍第53步兵師團（朝鲜语：제53향토보병사단）新兵教育大隊
- 釜山市海雲臺教育支援廳
- 釜山同心運動中心
- 海雲臺新市鎮
- 釜山上黨中學
- 釜山上黨初等學校

## 圖片

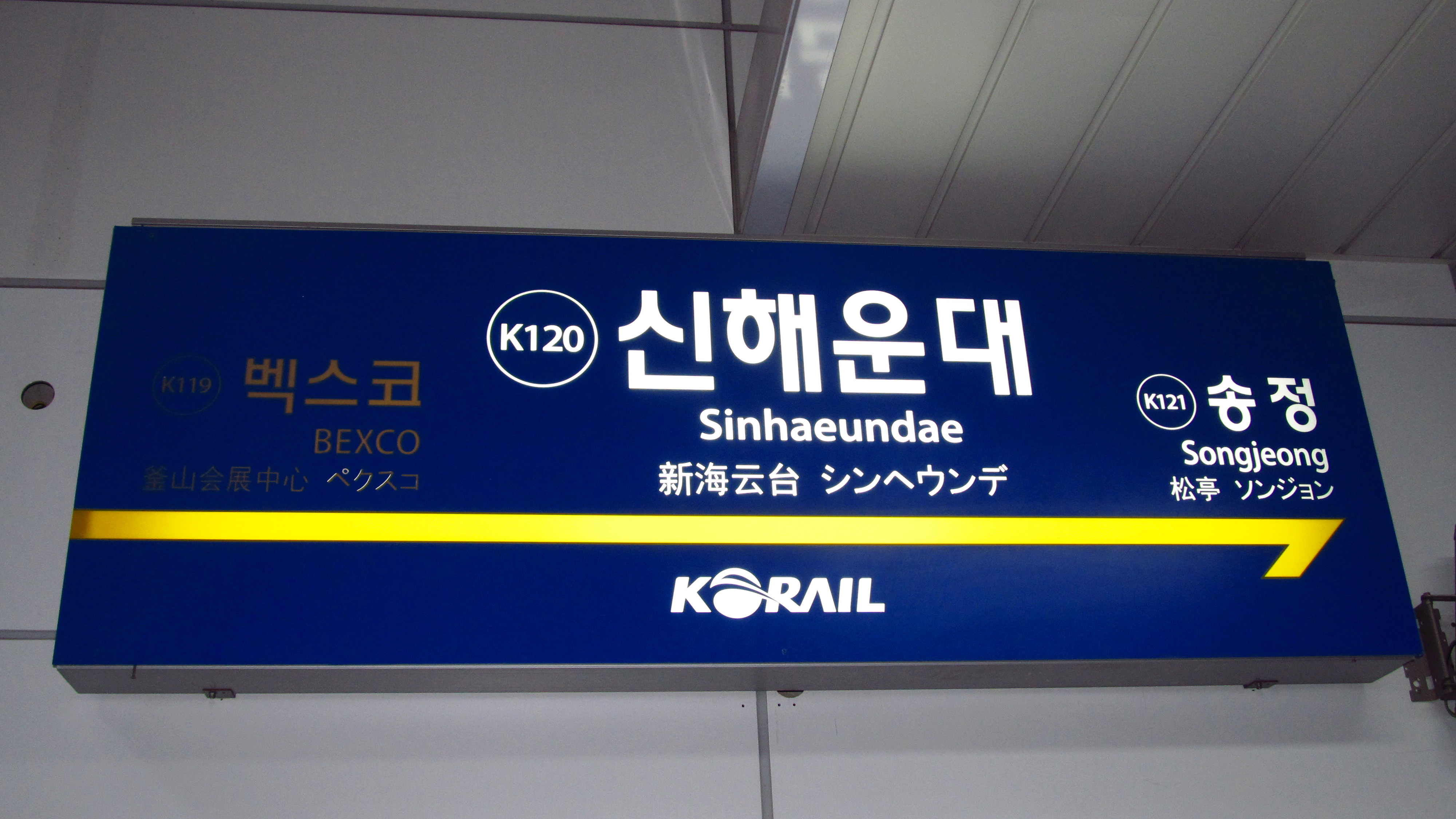
站名牌
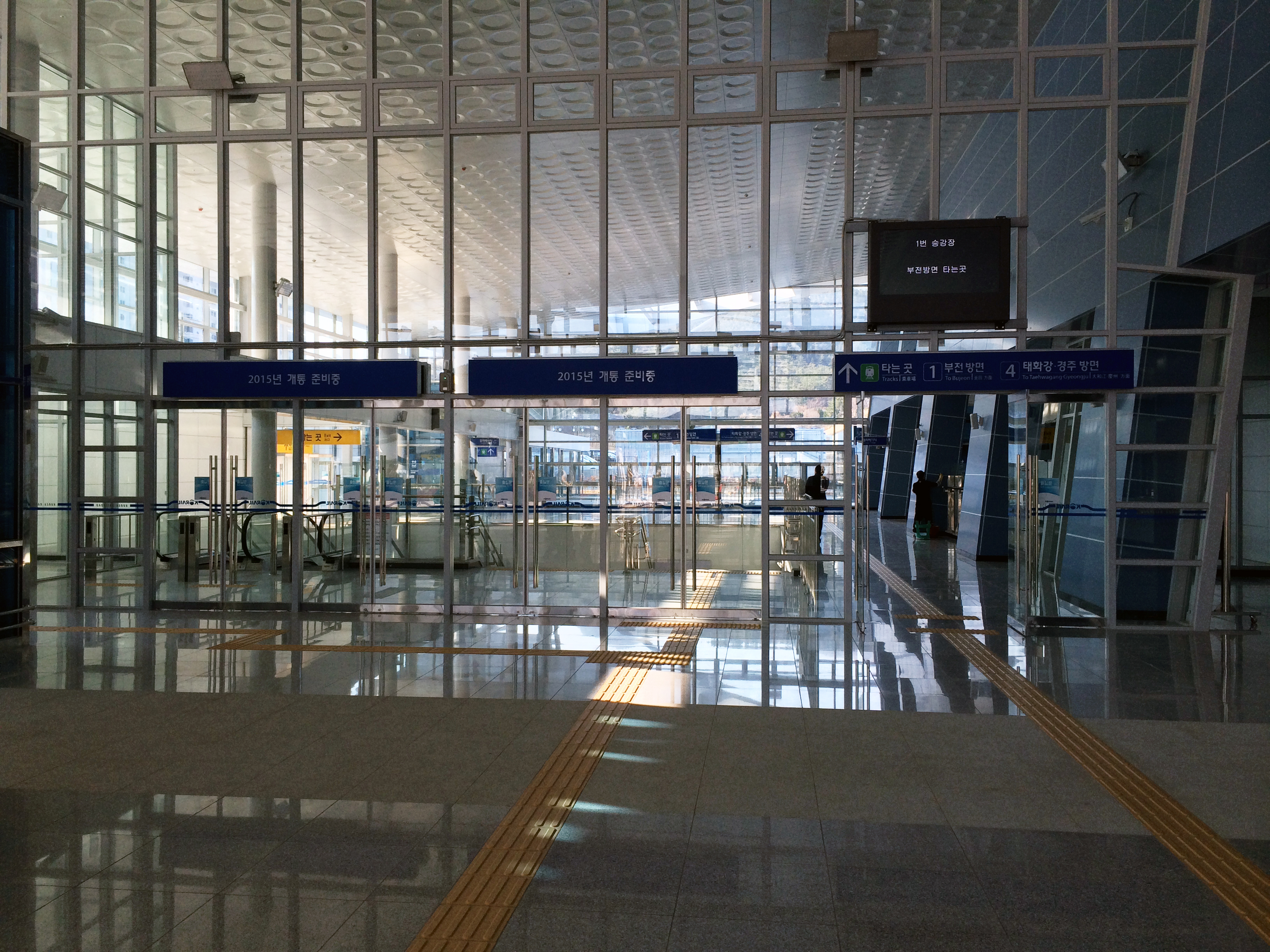
車站大廳
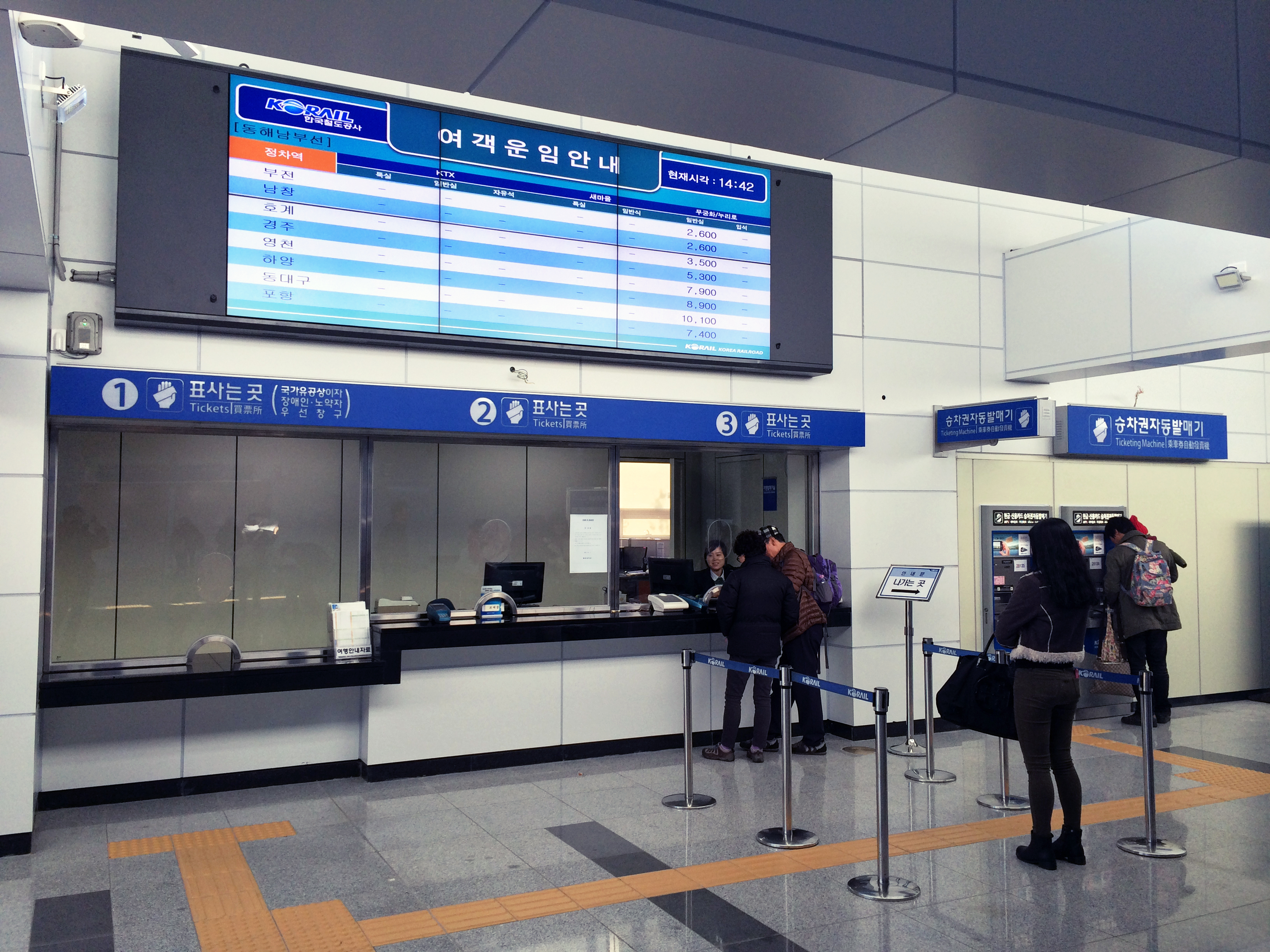
售票窗口
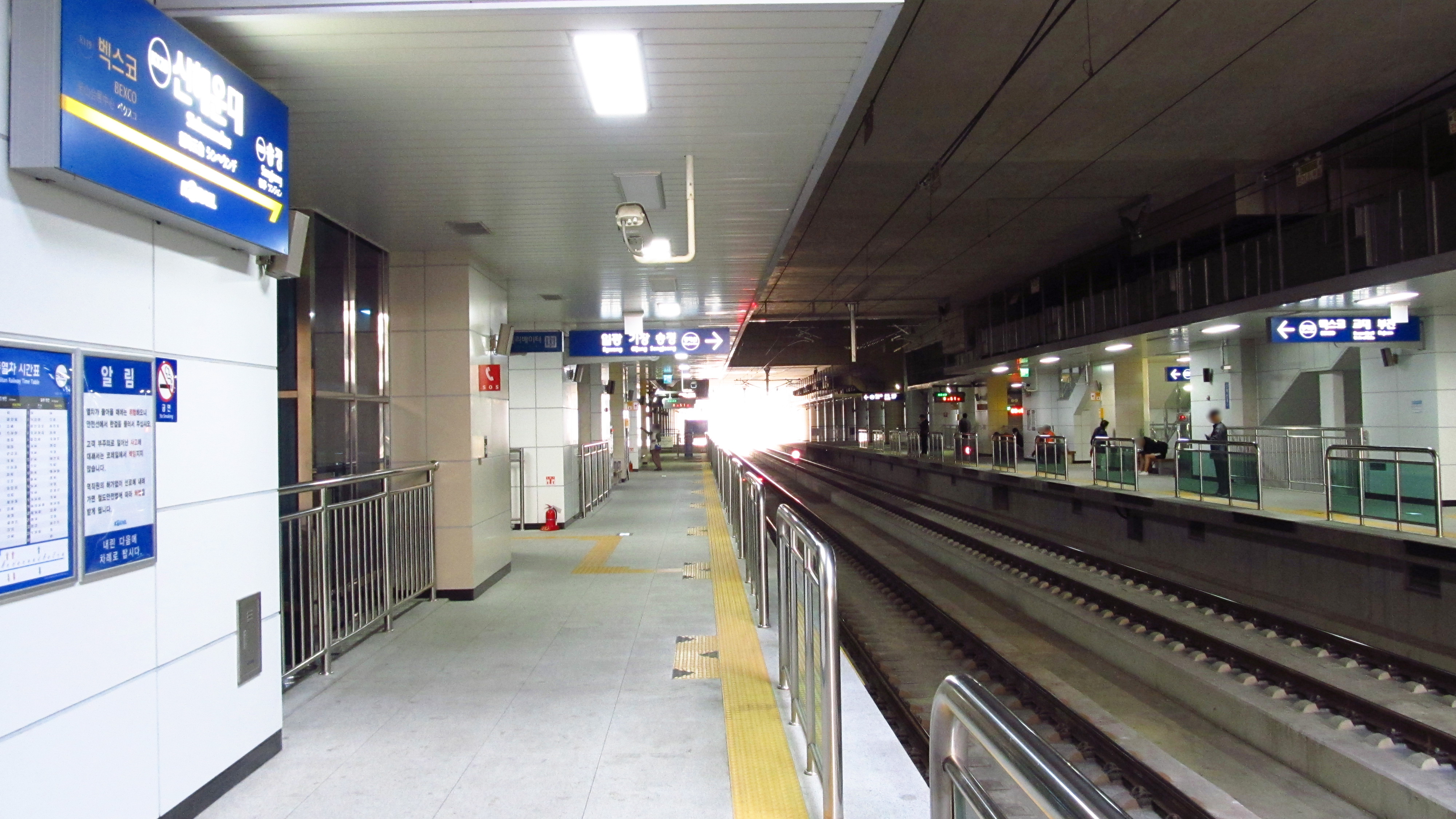
候車月台
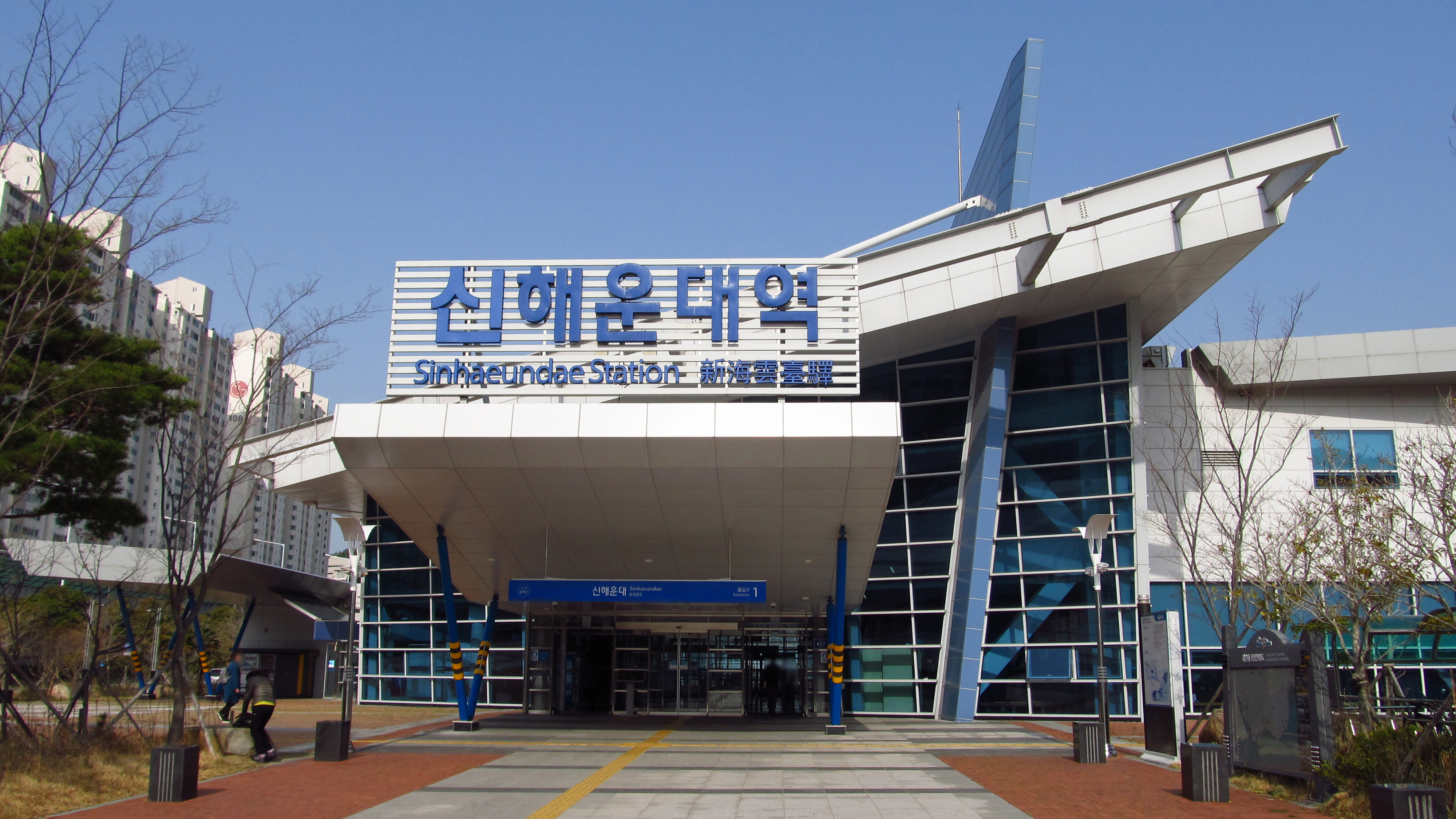
1號出口
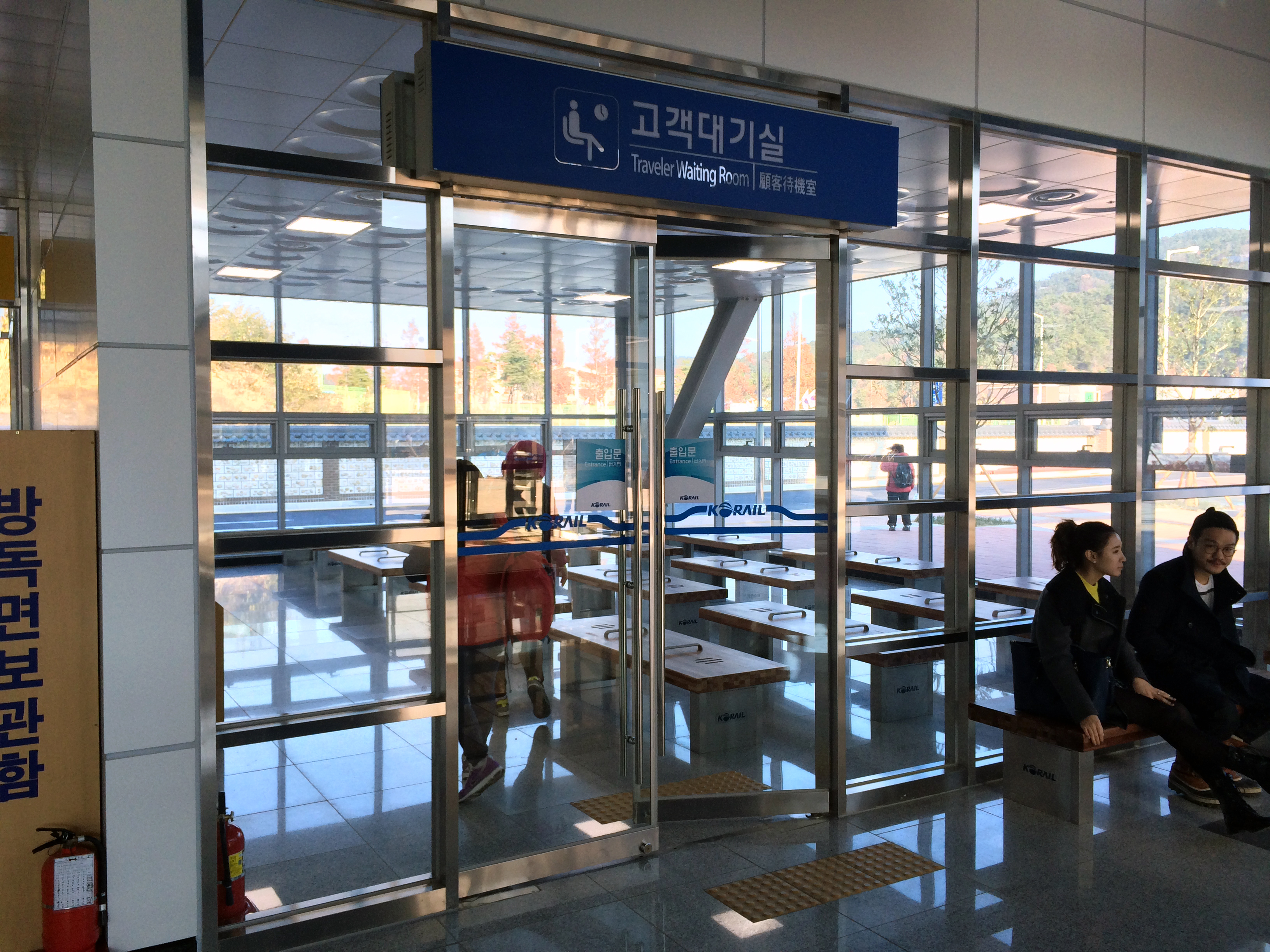
等候室
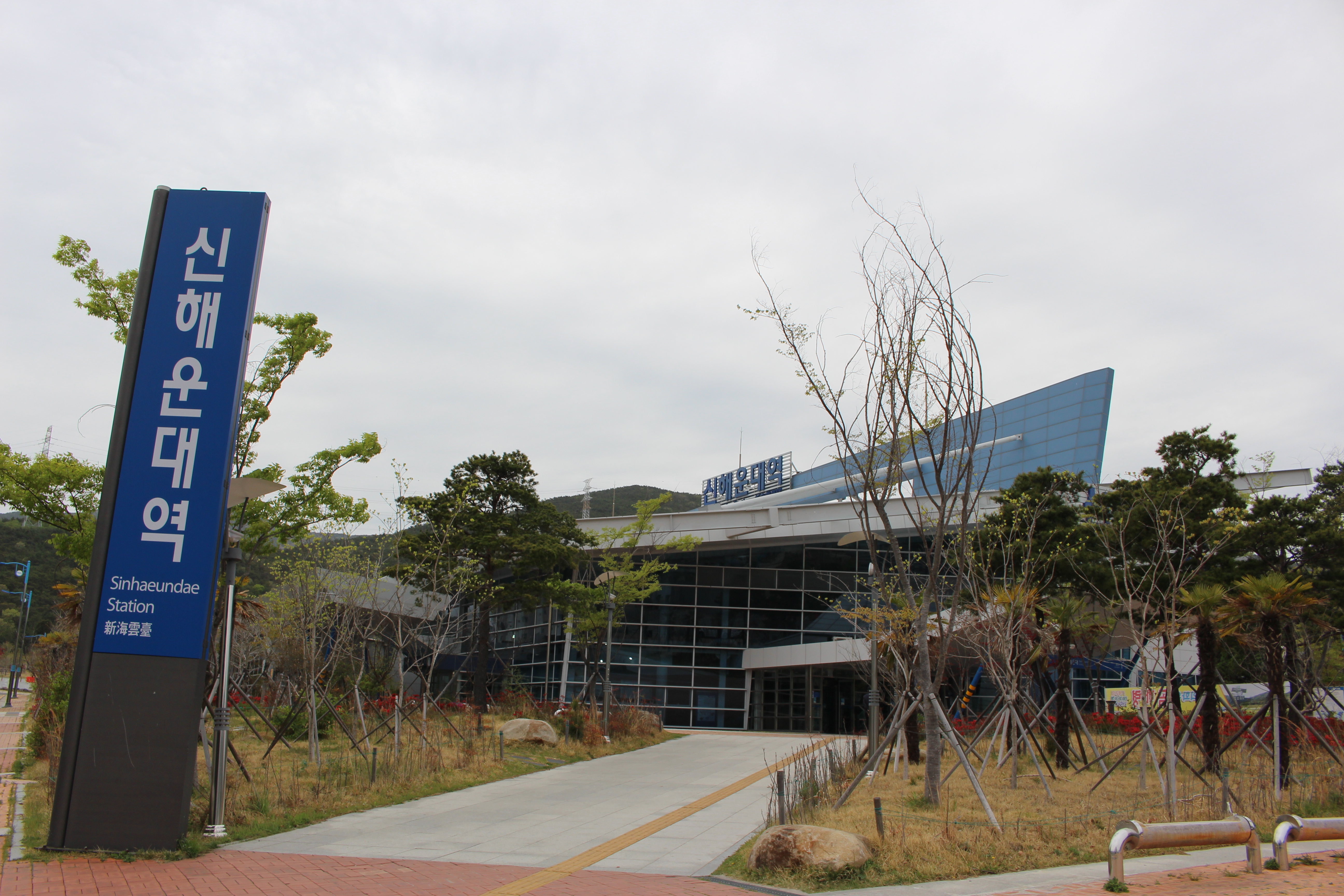
車站建築
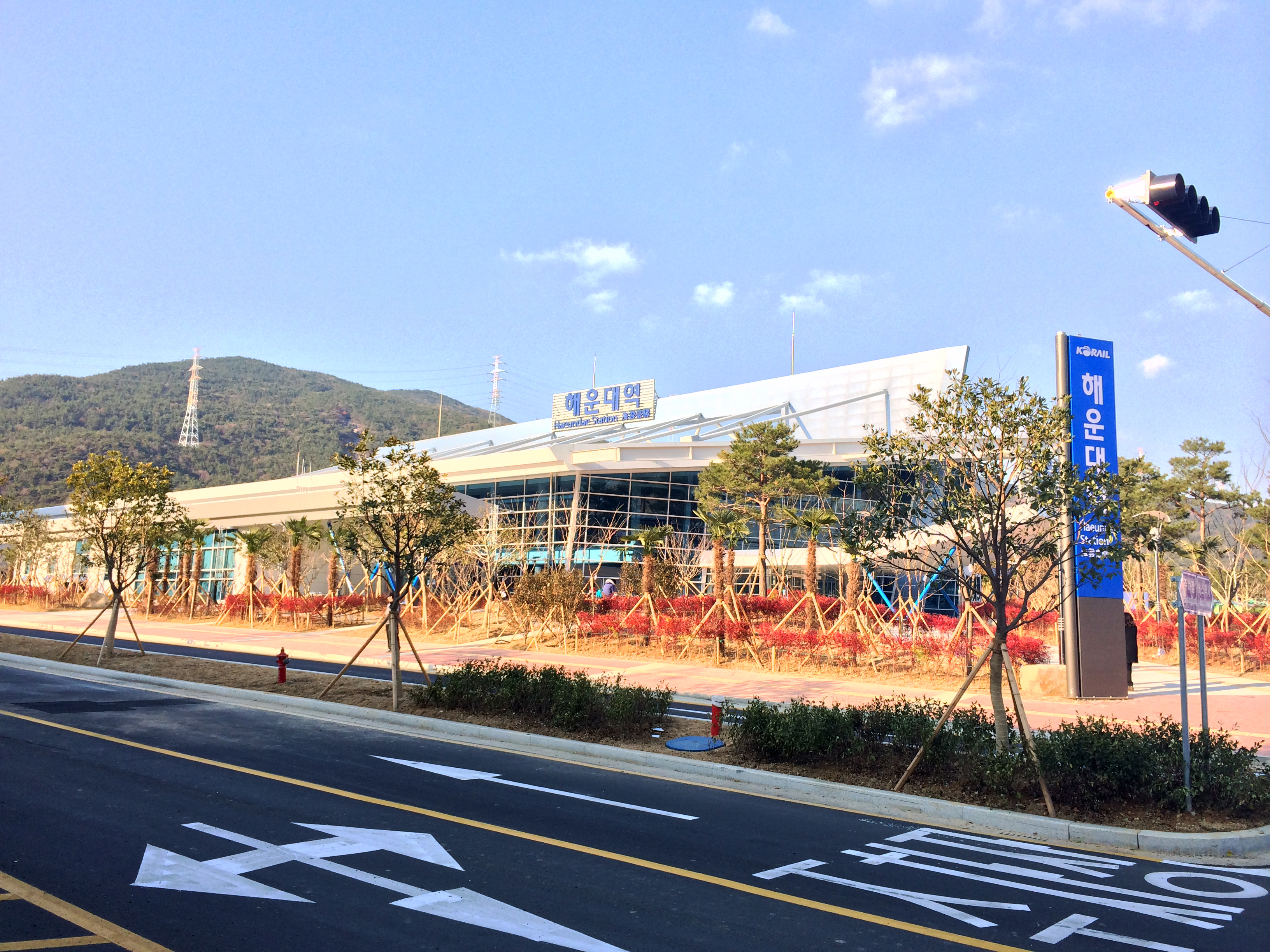
車站外觀
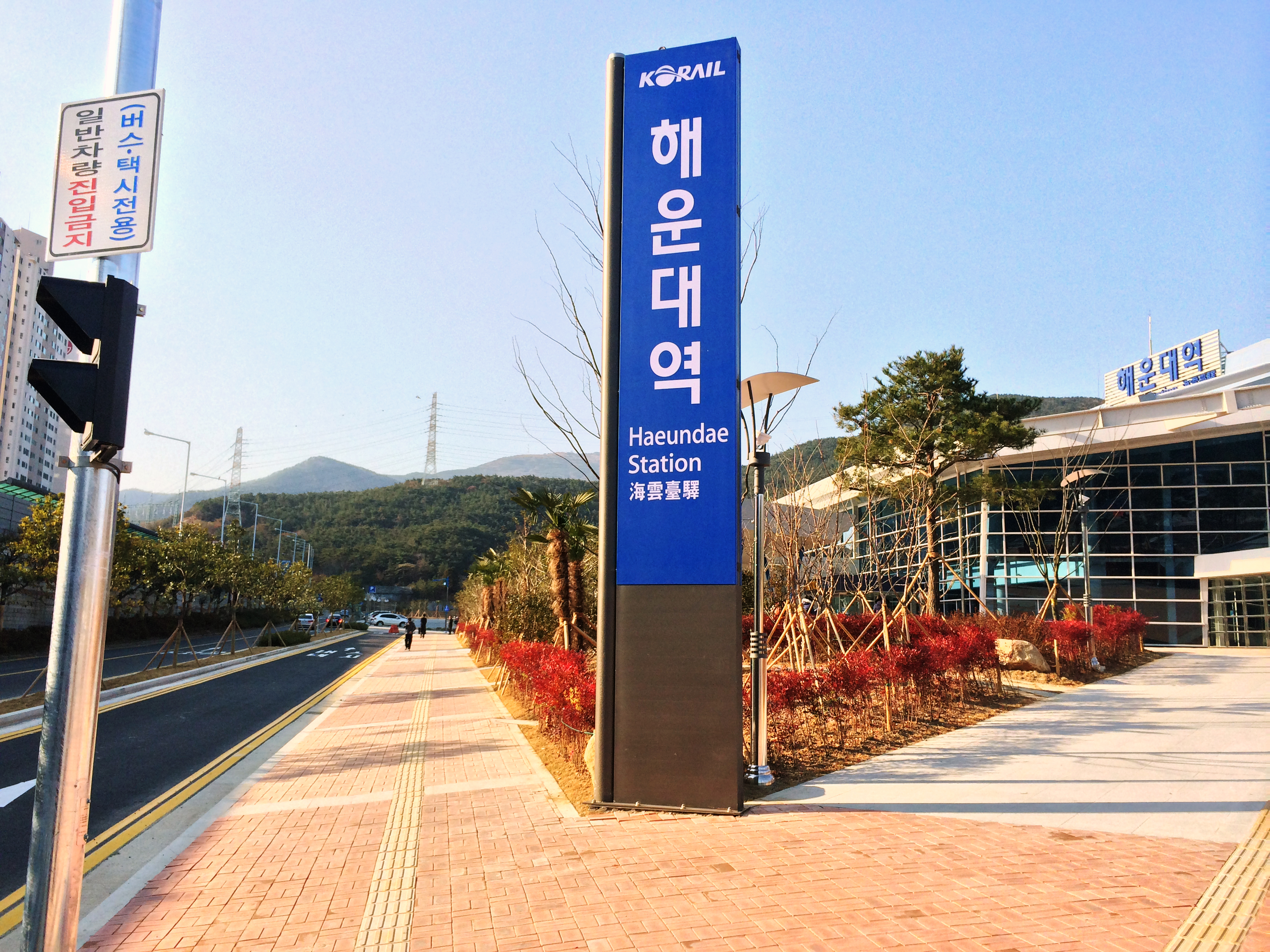
側立站牌
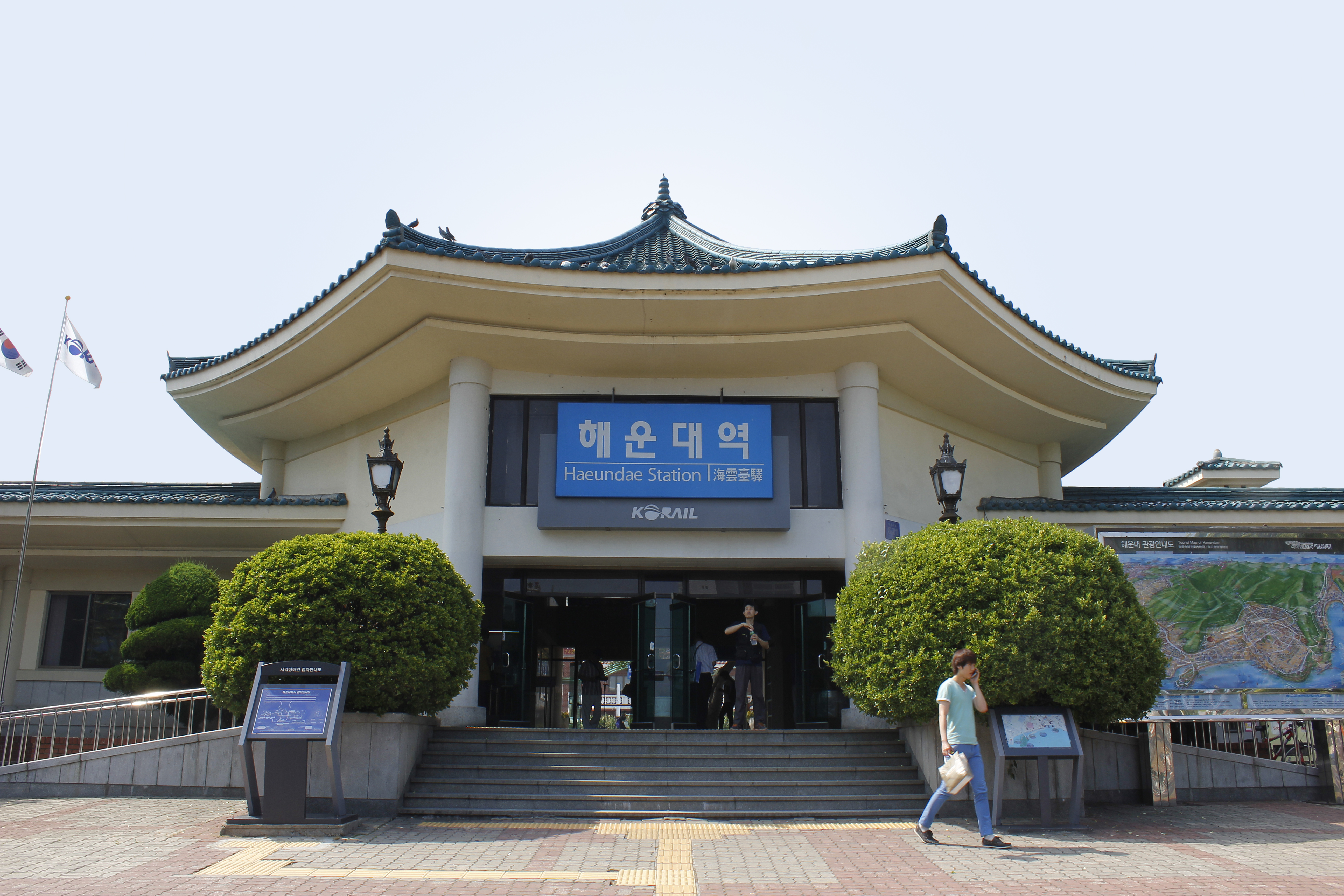
舊站建築

## 相鄰車站
韓國鐵道公社
●广域电铁东海线
BEXCO（K119）－新海雲臺（K120）－松亭（K121）